# Малинка (Підляське воєводство)
Малинка (пол. Małynka) — село в Польщі, у гміні Заблудів Білостоцького повіту Підляського воєводства.
Населення — 50 осіб (2011).
У 1975-1998 роках село належало до Білостоцького воєводства.

## Демографія
Демографічна структура станом на 31 березня 2011 року:
|          | Загалом | Допрацездатний вік | Працездатний вік | Постпрацездатний вік |
| -------- | ------- | ------------------ | ---------------- | -------------------- |
| Чоловіки | 24      | 6                  | 17               | 1                    |
| Жінки    | 26      | 6                  | 12               | 8                    |
| Разом    | 50      | 12                 | 29               | 9                    |